# Olav Ulvestad
Olav Ulvestad (Tacoma, 27 ottobre 1912 – Retsil, 24 agosto 2000) è stato uno scacchista statunitense.

## Biografia
Figlio di immigranti norvegesi, vinse il campionato dello stato di Washington nel 1934, 1952 e 1956.
È noto per aver ideato una variante della difesa dei due cavalli che prende il suo nome:
1. e4 e5 2. Cf3 Cc6 3. Ac4 Cf6 4. Cg5 d5 5. exd5 b5
La migliore continuazione è ritenuta 6. Af1, dopodiché il Nero prosegue con 6. ...h6 (che può portare a grandi complicazioni dopo 7. Cxf7!?) oppure la più tranquilla 6. ...Cd4, con rientro nella variante Fritz della due cavalli. Propose questa continuazione nel 1941 in un articolo sulla rivista Chess Review. Oggigiorno la teoria la ritiene del tutto giocabile ed è stata adottata anche ad alto livello.
Realizzò l'ottimo risultato di + 1 - 1 contro David Bronstein nel match URSS - USA di Mosca del 1946.

## Partite notevoli
- Bronstein - Ulvestad, Mosca 1946, Spagnola C77, 0-1, su chessgames.com.
- Portisch -Ulvestad, Malaga 1964, Nimzoindiana E30, 0-1, su chessgames.com.